# يانيك ويبر
يانيك ويبر هو لاعب هوكي الجليد سويسري، ولد في 23 سبتمبر 1988 في مورس في سويسرا.

## وصلات خارجية
- يانيك ويبر على موقع دوري الهوكي الوطني (الإنجليزية)
- يانيك ويبر على موقع EliteProspects.com (الإنجليزية)
- يانيك ويبر على موقع Eurohockey.com (الإنجليزية)
- يانيك ويبر على موقع HockeyDB.com (الإنجليزية)
- يانيك ويبر على موقع Hockey-Reference.com (الإنجليزية)
- يانيك ويبر على موقع أوليمبيديا (الإنجليزية)